# ロバート・ド・ヴィアー (アイルランド公)
アイルランド公爵およびダブリン侯爵および第9代オックスフォード伯爵ロバート・ド・ヴィアー（英語: Robert de Vere, Duke of Ireland, Marquess of Dublin, and 9th Earl of Oxford, KG、1362年1月16日 - 1392年11月22日）は、イングランドの貴族。
リチャード2世の側近だったが、訴追派貴族らの策動で反逆罪に問われて失脚した。

## 経歴
1362年1月16日、第8代オックスフォード伯爵トマス・ド・ヴィアーとその妻モード・ド・アフォードの一人息子として生まれる。母のモードは初代サフォーク伯ロバート・ド・アフォードの姪にあたり、かつ第3代ランカスター伯ヘンリー（ヘンリー3世の孫）の孫にあたる。
1371年9月に父が死去し、第9代オックスフォード伯爵位を継承した。ヴィアー家は歴史こそ古いが、所領が多いわけではなく、これといって重要な役割を果たした先祖もいなかった。ロバート自身も凡庸な人物だったという。
しかし1380年代に幼い国王リチャード2世と親しい友人となり、それがきっかけとなって国王側近として急速に台頭する。1385年には一代限りの爵位としてダブリン侯爵（イングランドで初めての侯爵位）、ついで翌1386年にはアイルランド公爵に叙されるとともに、アイルランド内において国王と同等の権力をもってアイルランドを統治することを認められた。
立身出世を希望する多くの者がアイルランド公にすり寄ったが、それだけに政敵たちから危険視された。そして1387年にはグロスター公トマス・オブ・ウッドストックら訴追派貴族によって反逆罪に問われそうになった。これに対抗して彼は国王からも支援を受けてチェスターで挙兵した。しかし1387年12月19日のラドコット・ブリッジの戦いで敗れ、大陸への亡命を余儀なくされた。
亡命中の1388年2月、訴追派貴族の主導で非情議会が招集され、その貴族院において他の国王側近たちと共に反逆罪で訴追されて死刑判決を受けている。アイルランド公とサフォーク伯マイケル・ド・ラ・ポールはイングランドから逃げ出していたため無事だったが、イングランドへ帰国出来なかった。
1392年、亡命先のルーヴァンで猪狩りをしていた時に狩猟事故で死亡した。子供がなかったため、オックスフォード伯爵位は叔父のオーブリー・ド・ヴィアーに継承された。

## 爵位
- 1371年9月、第9代オックスフォード伯爵（1142年7月創設イングランド貴族爵位）
- 1385年12月1日、ダブリン侯爵（一代限りのイングランド貴族爵位）
- 1386年10月13日、アイルランド公爵（一代限りのイングランド貴族爵位）[1]

## 家族
1376年にフランス貴族クシー卿アンゲラン7世・ド・クシー（イギリスの爵位ベッドフォード伯位も所持）の娘フィリッパ・ド・クシー（1411年没）と最初の結婚をした。しかし彼女に領地継承の見込みがなかったため、離縁した。
離婚後、アグネス・ド・ラーンスクローナ（Agnes de Launcekrona）と再婚した。いずれの結婚でも子供はなかった。